# 周鞘

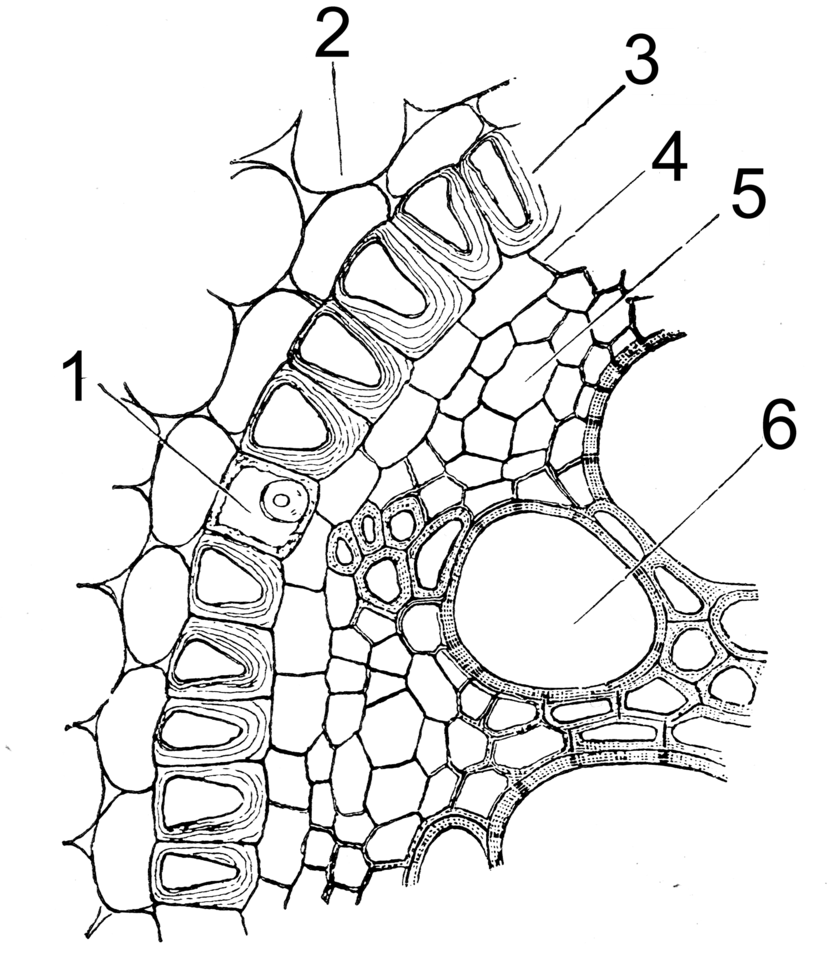
香根鳶尾根部的橫切面，其中3為內皮層、4為周鞘、5為韌皮部、6為木質部

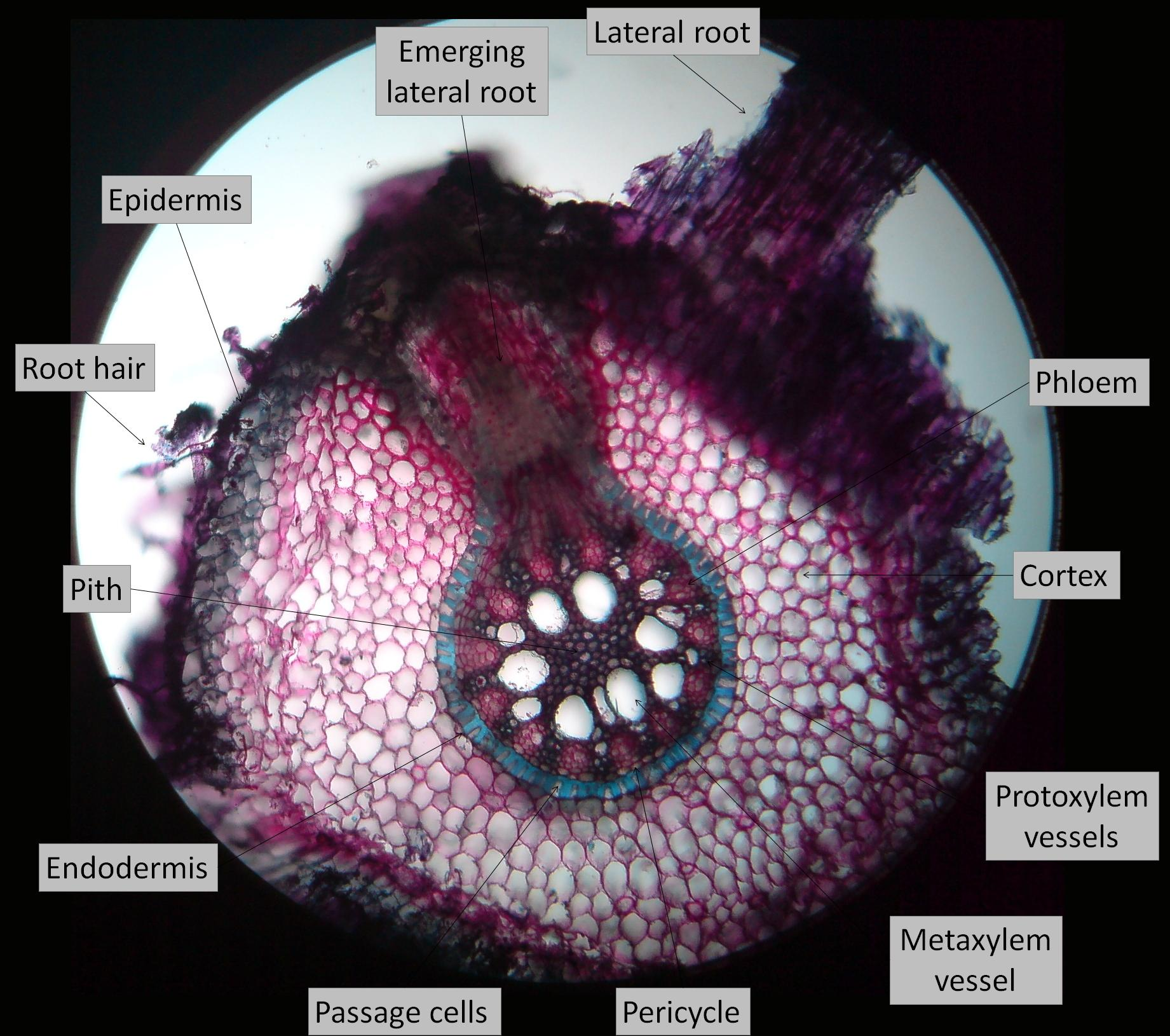
德國鳶尾新形成的側根

周鞘（Pericycle）又稱中柱鞘，是維管束植物根部中柱最外側的一層細胞，其外側為內皮層，內側則為維管束組織（韌皮部與木質部），其中木質部位於較內側，但可向外延伸而與周鞘接觸，木質部與周鞘接觸點的個數因植物種類而異，可分為兩個接觸點的二原型（diarch）、三個接觸點的三原型（triarch）、以及四原型、六原型或多原型等。周鞘細胞具異質性，可分為與韌皮部接觸的細胞以及與木質部接觸的細胞兩類，基因表現與細胞分化的能力均不同。
周鞘中有部分細胞會維持分化能力，可分化長出側根，在模式植物阿拉伯芥等多數植物中側根是由與木質部相接的周鞘細胞發育，在玉米等部分單子葉植物中則是由與韌皮部相接的周鞘細胞發育。過去認為植物的側根皆是由周鞘細胞發育而成，但近年實驗結果顯示多數植物的內皮層與皮層也有細胞維持分化能力並參與側根發育，而阿拉伯芥所屬的十字花科植物內皮層與皮層細胞失去了分化能力，因此側根僅由周鞘發育產生。周鞘發育的側根是種子植物的祖徵，真蕨的側根則是由內皮層發育而來，但有些較早分支的維管束植物也是由周鞘發育側根，如木賊科的側根是由周鞘發育（且也有內皮層細胞參與），過去有研究因而誤以為木賊不具有周鞘，而是具有兩層內皮層，合囊蕨科、瓶爾小草科、紫萁科植物的側根也是由周鞘發育而來。